# Laguna Honda
La laguna Honda es una pequeña laguna de Andalucía (España), localizada en el municipio de Alcaudete, en la provincia de Jaén. La laguna fue declarada Reserva Natural en virtud de la Ley 2/1989 del 18 de julio, por la que se aprobó el Inventario de Espacios Naturales Protegidos de Andalucía. La laguna tiene una cubeta de 5 ha y una superficie de cuenca de solamente 133,34 ha.
Esta reserva natural dispone de 65 hectáreas. Recibe aporte del caudal de un pequeño arroyo, situado en la sierra de Orbes. Su alto contenido salino favorece el desarrollo de cultivo de secano como las eneas, juncos y el olivar. En relativo a la fauna los vertebrados son las especies dominantes acompañando estacionalmente por multitud de aves acuáticas.
Tiene su acceso desde un camino que sale de la estación de tren (Via Verde del Aceite) de Alcaudete.
El Plan de Ordenación de los Recursos Naturales de las Reservas Naturales Laguna Honda y Laguna Chinche fue aprobado por el Decreto 241/2000, de 23 de mayo. La laguna Honda ha sido incluida en la propuesta de Lugares de Importancia Comunitaria (LIC) de la Comunidad Autónoma de Andalucía.